# Diametro nominale
In tecnologia meccanica il diametro nominale (simbolo DN) è un valore convenzionale con cui vengono individuati i diametri dei componenti meccanici assial-simmetrici quali bulloni, elementi di tubazione (tubi, flange, valvole, pezzi speciali ecc.) e apparecchiature (serbatoi). La successione dei valori di diametro nominale segue la serie di Rénard di ordine 10 (R10):
{\displaystyle DN_{i+1}=DN_{i}\times {\sqrt[{10}]{10}}}
Il diametro nominale è legato (ma non corrisponde) al valore del diametro interno dell'elemento, per i materiali metallici e cementizi, ed al valore del diametro esterno per i materiali plastici. In genere però il valore del diametro nominale non coincide con il valore in millimetri né del diametro interno né di quello esterno. Il valore del diametro nominale non ha unità di misura, perciò bisogna sempre indicare il valore del diametro nominale preceduto dal prefisso DN (e non succeduto da DN suffisso, come sarebbe tipico per un'unità di misura), in modo da non lasciare spazio a fraintendimenti.
Due elementi, per essere direttamente accoppiabili, devono avere non solo lo stesso diametro nominale (DN), ma anche la stessa pressione nominale (PN).

## Significato
I diametri nominali si indicano con la sigla DN seguita dal valore numerico.
Se il componente idraulico è dimensionato in funzione del suo diametro interno standardizzato, si fa riferimento alla serie DN/ID (standard dimensionali basati sui diametri interni).
Se invece è dimensionato in funzione del suo diametro esterno standardizzato, viene riferito alla serie DN/OD.Il costruttore deve indicare se il DN si riferisce alla serie DN/ID o DN/OD.
In generale per le tubazioni vale la seguente convenzione:
- ghisa sferoidale: DN/ID
- gres: DN/ID
- fibrocemento: DN/ID
- plastiche (PVC, PEAD): DN/OD
- acciaio: DN/ID

Per l'altro diametro è invece necessaria anche la conoscenza dello spessore. Per la conoscenza dello spessore (o delle altre misure nel caso di componenti con geometria più complessa come le flange) occorre però sia il diametro nominale che la pressione nominale. In generale per la determinazione della geometria in sede di verifica e costruttiva è quindi essenziale la conoscenza di questi ultimi due parametri. Invece in sede progettistica dalla geometria si determina dapprima il diametro nominale e poi la pressione nominale.
Ad esempio, per le condotte in acciaio, (molto utilizzate per la realizzazione di acquedotti, oleodotti, ecc.), si ha la serie di DN nella tabella in basso (secondo la UNI EN 10224-2006, appendice B).
Nell'uso statunitense (e in genere nel settore petrolchimico) invece i diametri nominali (abbreviati solitamente con sigle come NB, NPS, o NSD) sono espressi in pollici, e normati dalla ASME B31: Code for Pressure Piping e ASME B36.10 e ASME B36.19.  Nella tabella in basso sono riportate le dimensioni corrispondenti, indicando conformemente alla norma ASME B31.1 il diametro esterno standardizzato con D e il diametro interno standardizzato con d. Come si evince dalla tabella, nella designazione americana spesso le corrispondenze sono controintuitive, per esempio per tubazioni in acciaio un NPS1 ha D=1,315 in, mentre il tubo d'acciaio con D più vicino al pollice (1,050in) è l'NPS 3/4.  In realtà il diametro esterno standardizzato in pollici coincide con il valore NPS solo dal NPS14 in su.
| NPS      | DN     | PE/PVC  | Acciaio       |
| -------- | ------ | ------- | ------------- |
| -        | -      | D in mm | D in mm (in)  |
| NPS1/8   | DN6    | --      | 10,03 (0.405) |
| NPS1/4   | DN8    | --      | 13,07 (0.540) |
| NPS3/8   | DN10   | 16      | 17,02 (0.675) |
| NPS1/2   | DN15   | 20      | 21,03 (0.840) |
| NPS3/4   | DN20   | 25      | 26,9 (1.050)  |
| NPS1     | DN25   | 32      | 33,7 (1.315)  |
| NPS1 1/4 | DN32   | 40      | 42,4 (1.660)  |
| NPS1 1/2 | DN40   | 50      | 48,3 (1.900)  |
| NPS2     | DN50   | 63      | 60,3 (2.375)  |
| NPS2 1/2 | DN65   | 75      | 76,1 (2.875)  |
| NPS3     | DN80   | 90-110  | 88,9 (3.500)  |
| NPS3 1/2 | DN90   |         | 101.6 (4.000) |
| NPS4     | DN100  | 110-125 | 114,3 (4.500) |
| NPS5     | DN125  | 125-140 | 139,7 (5.563) |
| NPS6     | DN150  | 160-180 | 168,3 (6.625) |
| NPS8     | DN200  | 200-225 | 219,1 (8.625) |
| NPS10    | DN250  | 250-280 | 273.1 (10.75) |
| NPS12    | DN300  | 315     | 323,9 (12.75) |
| NPS14    | DN350  |         | 355,6 (14.00) |
| NPS16    | DN400  |         | 406,4 (16.00) |
| NPS18    | DN450  |         | 457 (18.00)   |
| NPS20    | DN500  |         | 508 (20.00)   |
| NPS22    | DN550  |         | 559 (22.00)   |
| NPS24    | DN600  |         | 610 (24.00)   |
| NPS26    | DN650  |         | 660 (26.00)   |
| NPS28    | DN700  |         | 711 (28.00)   |
| NPS30    | DN750  |         | 762 (30.00)   |
| NPS32    | DN800  |         | 813           |
| NPS36    | DN900  |         | 914 (36.00)   |
|          | DN1000 |         | 1016          |
| NPS42    | DN1050 |         | 1067 (42.00)  |
|          | DN1200 |         | 1220          |
|          | DN1400 |         | 1420          |
|          | DN1600 |         | 1620          |
|          | DN1800 |         | 1820          |
|          | DN2000 |         | 2020          |
|          | DN2200 |         | 2220          |
|          | DN2400 |         | 2440          |
|          | DN2500 |         | 2540          |
|          | DN2600 |         | 2640          |
|          | DN2700 |         | 2740          |

## Normativa
- D.M. LL.PP. 12.12.1985 - Norme tecniche per le tubazioni
- Circolare Ministero LL.PP. 20.03.1986 n. 27291 - Istruzioni relative alla normativa per le tubazioni
- UNI EN 805:2002 - Approvvigionamento di acqua - Requisiti per sistemi e componenti all'esterno di edifici
- UNI EN 1333:2007 - Flange e loro giunzioni - Componenti di reti di tubazioni - Definizione e selezione del PN
- UNI EN 1555-3 - Sistemi di tubazioni di materia plastica per la distribuzione di gas combustibili - polietilene (PE) - Parte 3: Raccordi
- ASME B31.1 2001: Code for pressure piping (PDF), su pbadupws.nrc.gov.

## Storia
La persona che fu completamente responsabile del diametro nominale negli Stati Uniti fu Robert Briggs, il soprintendente della Pascal Iron Works a Philadelphia. Nel 1862, in piena guerra di secessione, redasse un insieme di specifiche per tubi in ferro, usando banalmente le specifiche dei dadi della propria ditta, e la mandò a tutte le fabbriche della zona. Lo standard era allora chiamato "Standard Briggs", e fece adattare semplicemente le altre fabbriche alle specifiche della PIW. La attuale ASTM A53 Steel Pipe Standard si basa sullo Standard Briggs solo per le tubazioni da 1/2 pollice a 4 pollici.